# ラテンアメリカ・タワー
ラテンアメリカ・タワー（スペイン語: Torre Latinoamericana トレ・ラティノアメリカナ）は、メキシコシティ歴史地区に位置する超高層ビル。中心部に建っていること、高さ（尖塔部分を除いて166メートル）、その歴史によってメキシコシティでもっとも重要なランドマークのひとつになっている。きわめて地震の多い場所に建てられて成功した世界最初の主要な超高層ビルであるため、国際的にも工学的・建築学的なランドマークとなっている。マグニチュード8.1の1985年のメキシコ地震でダウンタウンのいくつかの建物が被害を被ったが、ラテンアメリカ・タワーが無傷だったことは特に注目に値する。
1956年に建築されて以来27年間近くにわたってメキシコでもっとも高い完成した建築物だったが、1982年に完成した214メートルのペメックスタワーにその座を譲った。実際にはそれより10年以上前にオテル・デ・メヒコ（今の世界貿易センター）の方に抜かれていたが、この建物は1994年になるまで完成しなかった。

## 建設

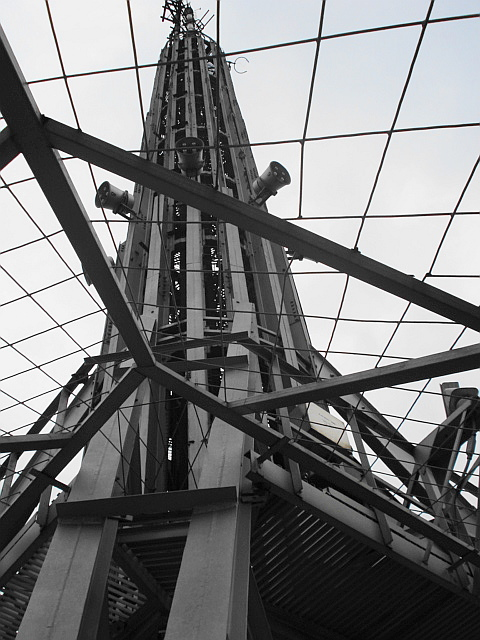
ラテンアメリカ・タワーの尖塔

ラテンアメリカ・タワーをメキシコ初の超高層ビルと思っている人が多いが、実際には1910年から1935年の間にも超高層ビルは建てられていた。当時もっとも高いビルは1935年に完成した75メートルの国際投資ビル(Edificio Internacional de Capitalización)だった。1952年に建てられた125メートルのミゲル・E・アベド(Edificio Miguel E. Abed)ビルはこれより高かったが、1956年にラテンアメリカ・タワーによって抜かれた。ラテンアメリカ・タワーは1956年4月30日に開業した。
ラテンアメリカ・タワーが建てられた場所は、モクテスマ2世の時代には一種の動物園として使われていた。スペインによって植民地化されると、ここにサンフランシスコ修道院が建てられた。その後修道院は解散して建物は没収された。
ラテンアメリカ・タワーは1906年4月30日に設立されたラテンアメリカ保険会社(La Latinoamericana, Seguros, S.A.)によって建てられた。1940年代後半から1970年代前半の戦後の建築ブームの時期に建設がはじまり、ビルの名前は保険会社に由来する。建設当時に保険会社はメキシコ財界の巨頭であるミゲル・S・マセド (es:Miguel S. Macedo) が会長であり、当時のメキシコ最大の合弁企業の長であった。
保険会社は同じ場所のより小さなビルで営業していたが、超高層ビルの建設のため、1947年に一時的に隣接するオフィスに引越した。1956年にビルが完成すると、保険会社はその4階から8階までに移動し、残った部分をリースした。完成当時、ラテンアメリカ・タワーは世界で45番目に高いビルであった。同時にラテンアメリカでは最も高いビルで、ニューヨーク以外のビルでは世界4位だった。44階の一般展望台はメキシコシティで最も高い位置にあった。

## 地震

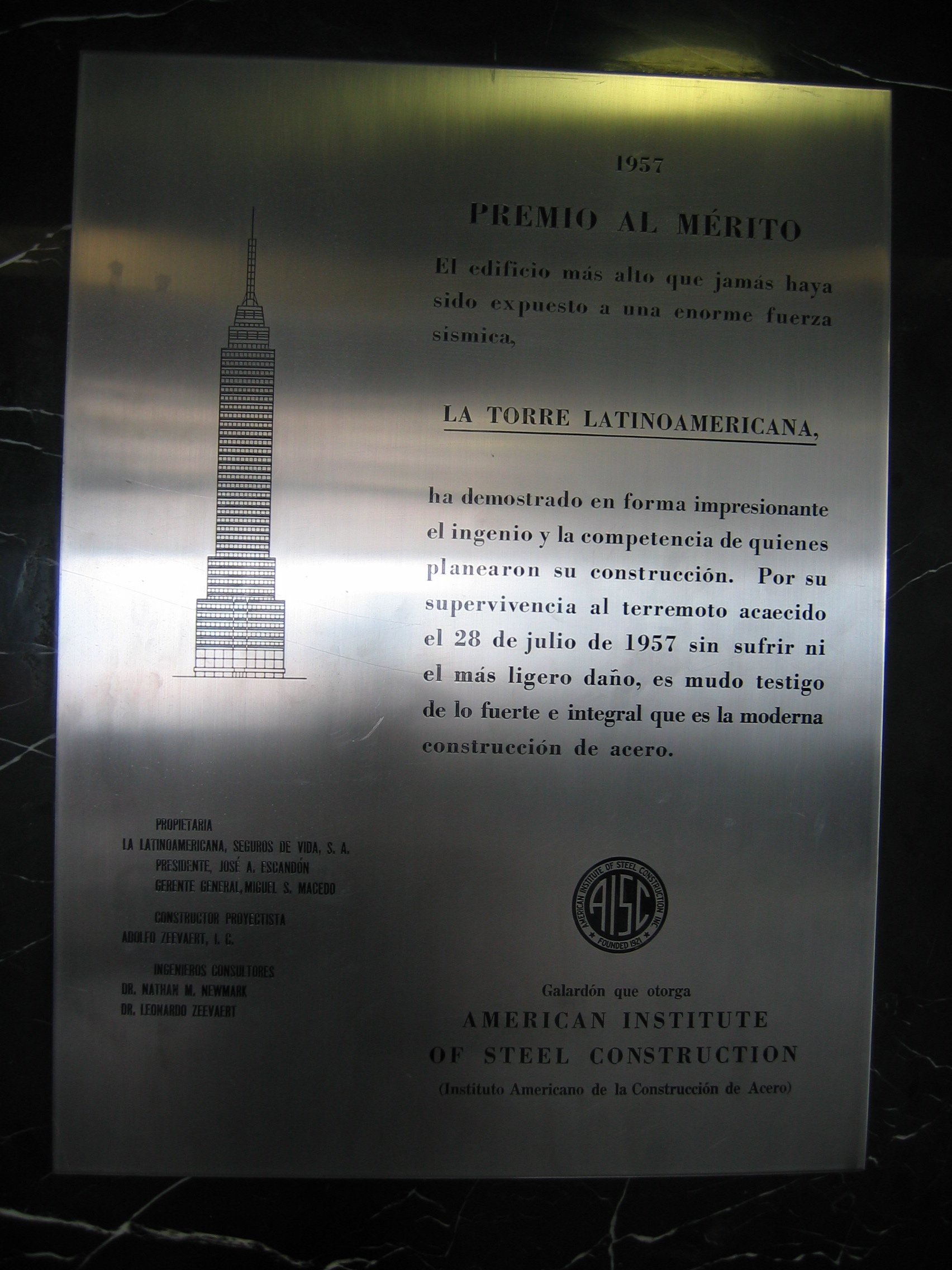
1957年の地震の記念板

ビルはベラクルス州出身のメキシコ人の工学者Leonardo ZeevaertとAdolfo Zeevaertの兄弟によって設計された。主要な相談役はネイサン・モーティモア・ニューマークだった。メキシコシティで頻繁におきる地震と泥の多い土壌組織によって建物を建てにくい地形だったため、対策として設計には鋼フレーム構造と深く打たれた杭を必要とした。建設前に多数の土質力学の調査が行われ、それを元に設計された。このことは現在では常識となっているが、当時としては画期的だった。
優れた設計と強度により、ビルは1957年のマグニチュード7.9の地震に耐え、名声を得た。この功績によってアメリカ鋼構造協会(AISC)から「巨大な震度にさらされた最も高い建築物」として表彰された（ビルの玄関と展望台にそのことを記した記念板が飾られている）。それよりずっと大きなマグニチュード8.1の1985年のメキシコ地震ではメキシコシティ、とくにラテンアメリカ・タワーのあるダウンタウンの多数の建築物が破壊されたが、ラテンアメリカ・タワーは問題なく地震に耐えたため、メキシコシティにおける安全性の象徴になった。潜在的に危険な場所に位置するにもかかわらず、今日メキシコシティでもっとも安全なビルのひとつと考えられている。

## 現状

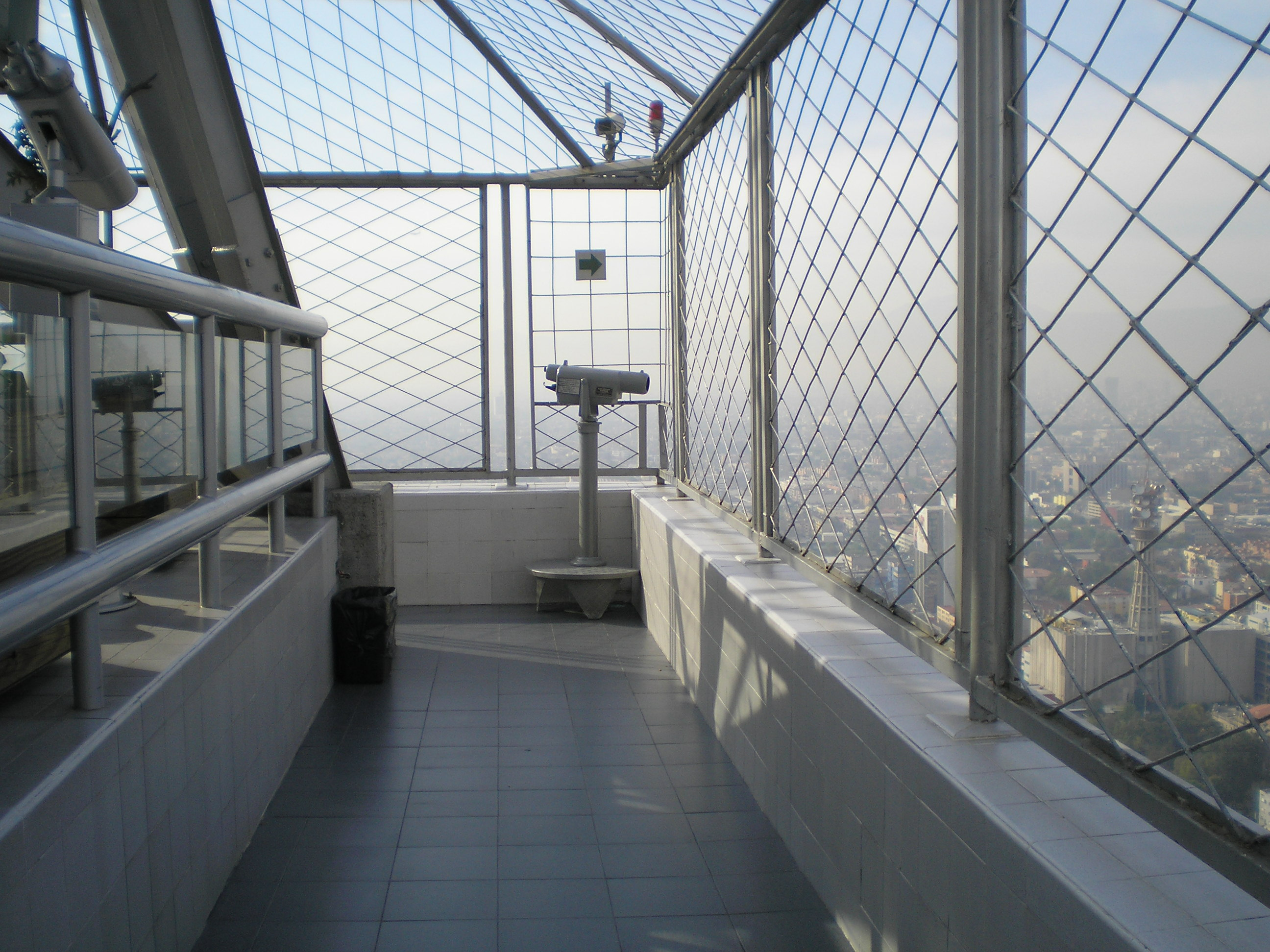
展望台

ビルは本来の所有者であるラテンアメリカ保険会社とラテンアメリカ・タワー不動産が共有している。2002年に44階のうち7階分をメキシコの実業家カルロス・スリムの経営するTelcelとインブルサ (Inbursa) 銀行が購入した。
2006年、タワーは50周年を祝った。4月30日に開かれた式典では、改築が終わった37階と44階、博物館、デンマーク生まれの建築家パレ・フロスト(Palle Seiersen Frost)の設計によって改築された展望台(Mirador)が披露された。
ラテンアメリカ・タワーにはラジオ・フォルムラの2つのFM局、XERFR-FM 103.3、XEDF-FM 104.1 の送信センターがある。

## エピソード
- ビルのある地にかつて存在していたサンフランシスコ修道院は、かつて支倉常長らの慶長遣欧使節団が集団洗礼した場所として知られる[8]。修道院の大部分は破壊された。今もビルの隣にサンフランシスコ教会が残るが、この建物は18世紀に建てられたものである[9]。
- 1993年にビルの27階から自殺しようとした男を撮影したエンリケ・メティニデスによる写真が飾られている。男は赤十字社職員によって救出された[10]。
- 1996年のバズ・ラーマンの映画『ロミオ+ジュリエット』の冒頭でヘリコプターの中からこのビルが見えている。
- 1991年のアルフォンソ・キュアロンの映画『最も危険な愛し方』でも目立つ使われ方をしている。
- 2000年のアレハンドロ・ゴンサレス・イニャリトゥの映画『アモーレス・ペロス』冒頭のシーンでもメキシコシティのスカイラインの一部として見えている。
- 2015年の映画『007 スペクター』ではボンドがスキアラとパイロットを殺してヘリコプターを奪ったシーンの後にビルが写っている。